# Jürgen Kroymann (Pädagoge)

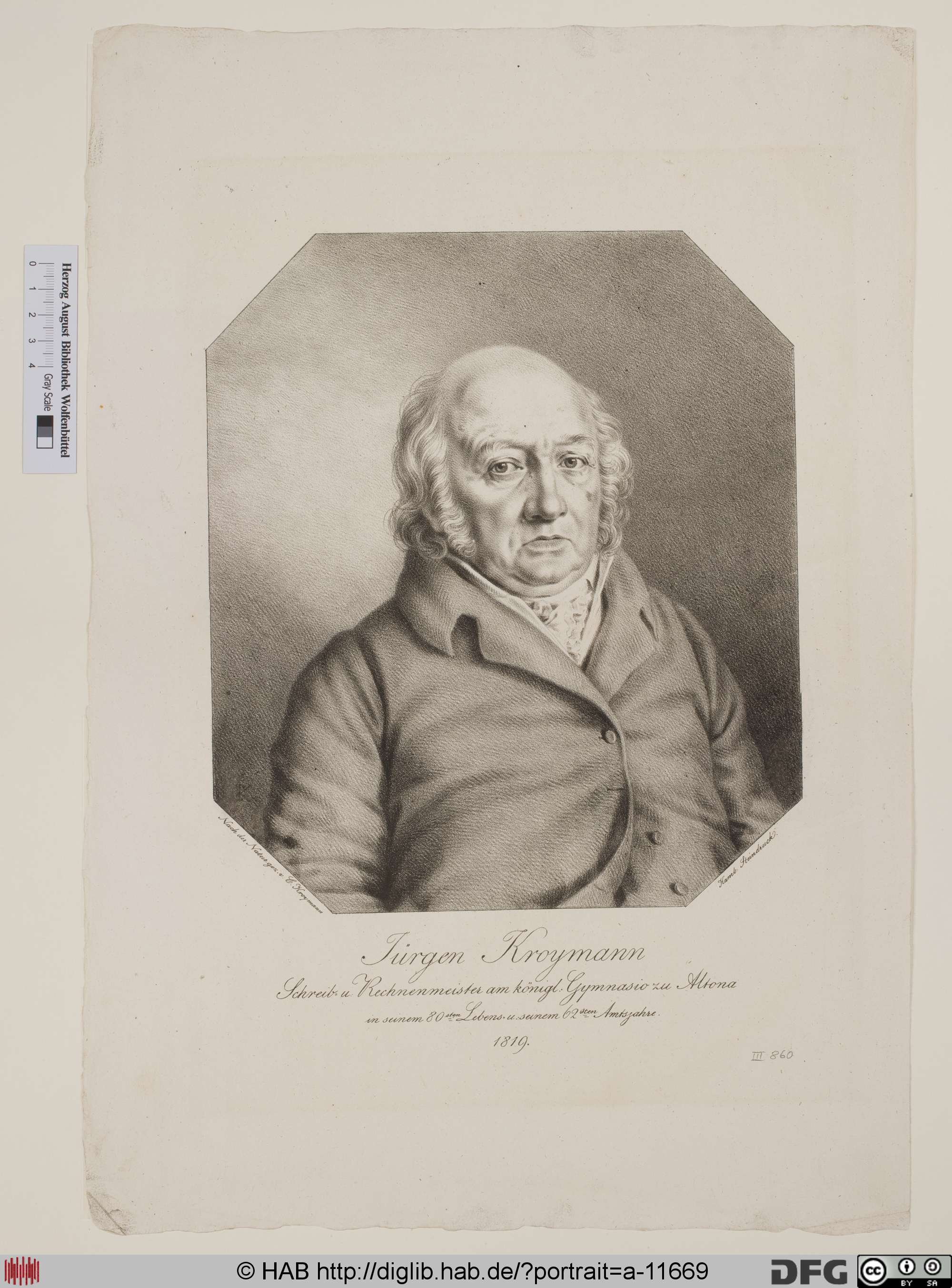
Jürgen Kroymann im Alter von 80 Jahren, Zeichnung von Carl Friedrich Kroymann

Jürgen Kroymann (getauft am 10. Juni 1739 in Schuby; † 5. Mai 1820 in Altona) war ein deutscher Schreib- und Rechenmeister.

## Vorfahren
Kroymanns Vorfahren lebten als Bauern in Schuby. Die Vorfahren väterlicherseits trugen neben dem Nachnamen Hinrichsen, den Genanntnamen Kroymann, Kreuzmann oder Cräumann, der auf einen Flurnamen der Gemeinde Schuby zurückgeht. Mitte des 18. Jahrhunderts etablierte sich der Nachname Kroymann. Jürgen Kroymann trug laut Taufregister noch den Nachnamen Hinrichsen.
Kroymanns Vater Peter Hinrichsen, genannt Kroymann (getauft am 1. Mai 1711 in Schuby; † 4. August 1771 ebenda) war ein Halbhufner und verheiratet mit Catharina, geborene Hildebrandt (getauft am 31. März 1715 in Schuby; † 5. November 1797 ebenda). Die Vorfahren väterlicherseits waren der Halbhufner Jürgen Hinrichsen (1672–1751) und dessen Ehefrau Catharina, geborene Knuth (1680–1746). Die Vorfahren mütterlicherseits waren der Halbhufner Jürgen Ratje Hildebrandt (1685–1760) und dessen Ehefrau Maria, geborene Hinrichsen (1693–1781).
Kroymann hatte vier Brüder, darunter Hinrich und Hans, der am 5. Juli 1754 in Schuby geboren wurde und 1808 in Kopenhagen starb. Hans wirkte ab 1788 als Organist an der Kopenhagener Garnisonskirche und erreichte dort Bedeutung.

## Leben und Wirken
Kroymann besuchte in Schuby bis zum Alter von 16 Jahren die Winterschule. Danach arbeitete er im Sommer auf dem Hof seiner Eltern und als Schulhalter in Lürschau. 1759 arbeitete er als Schulhalter in Silberstedt und gab dort auch Betstunden. Ein vermögender Bauer unterbreitete Kroymann aufgrund der von ihm geäußerten eigenen Überlegung das Angebot, ihm ein Theologiestudium finanzieren. Der Pastor J. Witte (1724–1797) aus Schleswig unterrichtete Kroymann in Theologie, der Schreib- und Rechenmeister P. N. Svensen in Husum vermittelte ihm ab 1764 mathematische Grundlagen. Generalsuperintendent Adam Struensee schätze Kroymann jedoch als zu alt für ein Theologiestudium ein und empfahl ihm, als Lehrer zu arbeiten, womit er mehr bewirken könne. Kroymann verwaltete danach für einige Zeit den Schul- und Organistendienst in Koldenbüttel und arbeitete danach als erster Lehrer bei einer Freischule in Husum. 1768 wechselte er als Lehrer, Organist und Küster nach Kosel. Der dortige Pastor und Schulinspektor G. Burchardi (1714–1788) demütigte ihn hier oft.
Kroymanns Freund, der Hauslehrer J. D. Schöttel aus Marienthal, erhielt 1778 das Angebot, als Schreib- und Rechenmeister an der Stadtschule von Eckernförde zu arbeiten. Da Schöttel Kroymanns problematische Situation kannte, lehnte er das Angebot ab und verhalf stattdessen Kroymann zu der ihm angebotenen Stelle. In Eckernförde verbesserte dieser das Schulwesen und veröffentlichte erstmals Rechenbücher, die nach kurzer Zeit gelobt wurden. Propst Georg Christian Adler warb Kroymann aufgrund der Bücher als Schreib- und Rechenmeister für das Christianeum in Altona an. Am 17. Juni 1794 nahm Kroymann seinen feierlichen Abschied von Eckernförde. In Altona hatte er zunächst Probleme, galt jedoch aufgrund der eifrigen Erfüllung seiner Pflichten zunehmend als angesehener Lehrer und verdiente mit seinen Rechenbüchern zusätzliches Geld. 1816 erhielt er seinen Sohn Carl Friedrich als Adjunkten zur Seite gestellt. Am 31. März 1819 ging er im Alter von 80 Jahren in den Ruhestand und erhielt weiterhin volles Gehalt.

## Werke
1787 veröffentlichte Kroymann die Anleitung zum gemeinnützlichen Rechnen, die später in späteren Auflagen unter dem Titel Gemeinnützliches Rechenbuch erschien. Es handelte sich um ein nach mathematischen Grundsätzen aufgebautes Lehrbuch, das insbesondere für Lehrer, das Selbststudium und höhere Klassen der Volksschule konzipiert war. Einige Kapitel waren auch ältere Volksschüler geeignet. Kroymann behandelte in seinem Buch die vier Grundrechenarten, Dreisatz-, Zins-, Wechsel-, Gewinn- und Verlustrechnung, Mischrechnung und Geometrie. Die Aufgaben formulierte er mitunter in plattdeutscher Sprache. Gemeinsam mit der Erstauflage gab er eine Anleitung zur Algebra heraus, 1790 als Beiheft die Lösungen zu den schwersten Aufgaben des Buches, 1796 Das Rechnen für Anfänger sowie ein Rechenlehrbuch für Geübtere, 1808 die Algebra in Grundregeln, 1810 ein Übungsbuch für das bürgerliche und kaufmännische Rechnen und 1819 ein Lehrbuch zur Geometrie. Da er die Bücher für den Alltagsbedarf gestaltete, hatte fast jedes Buch im Titel den Zusatz „gemeinnützlich“. Kroymanns Gemeinnützliches Rechenbuch erschien in mehreren Auflagen, nach 1866 grundlegend überarbeitet durch Christian Davids. 1802 übersetzte Kroymann es in die dänische Sprache.
Die Hamburgische Gesellschaft zur Verbreitung der mathematischen Wissenschaften ernannte Kroymann 1812 zum Ehrenmitglied. Die Schleswig-Holsteinische Patriotische Gesellschaft zeichnete ihn 1819 mit der Ehrenmedaille aus.

## Familie
Am 19. Mai 1769 heiratete Kroymann in Kosel Metta Christine Wienke (* 1743 in Geelbyholz; † 30. September 1826 in Altona). Das Ehepaar hatte vier Söhne und drei Töchter, darunter Georg Heinrich (* 9. November 1774 in Kosel; † 29. Mai 1834 in Herzhorn), der in Herzhorn als Pastor wirkte. Ein weiterer Sohn war der Maler Carl Friedrich Kroymann. Der Enkel Georg Heinrich Kroymann (* 22. Januar 1808 in Herzhorn; † 24. März 1872 in Bramstedt) arbeitete ab 1834 als Pastor in Jörl, ab 1859 in Selent und ab 1859 in Bramstedt.

## Ehrungen
Die Schule in Kosel trug von 1968 bis zu ihrer Auflösung im folgenden Jahr 1969 den Namen Jürgen-Kroymann-Schule.